# Chaudeyrac
Chaudeyrac är en kommun i departementet Lozère i regionen Occitanien i södra Frankrike. Kommunen ligger i kantonen Châteauneuf-de-Randon som tillhör arrondissementet Mende. År 2022 hade Chaudeyrac 288 invånare.

## Befolkningsutveckling
Antalet invånare i kommunen Chaudeyrac
| Referens: INSEE |